# Інгресивний звук
Інгресивні звуки у фонетиці — звуки, при яких повітряний потік тече всередину через рот або ніс (тобто вдих). Розрізняють три типи інгресивних звуків: 
- лінгвальний інгресивний або велярний інгресивний (утворюється язиком і м'яким піднебінням),
- глотальний інгресивний (утворюється в гортані)
- легеневий інгресивний (утворюється в легенях).

Протилежним до інгресивного звуку є егресивний звук, при якому повітряний потік виштовхує повітря назовні через рот або ніс. Більшість звуків у більшості мов світу є як легеневими, так і егресивними (напр. /b/).

## Лінгвальна інгресія
Лінгвальна інгресія, або велярна інгресія описує механізм повітряного потоку, при якому звук утворюється шляхом змикання голосових шляхів у двох місцях артикуляції в роті. Це призводить до розрідження повітря в замкненому просторі внаслідок опускання язика, а потім відпускання обох змичок. Такі звуки називаються клацальним.

## Глотальна інгресія
Глотальна інгресія — це термін, який зазвичай застосовують до імплозивних приголосних, які фактично використовують змішаний глотальний інгресивно-легеневий егресивний повітряний потік. Справжні глотальні інгресивні явища зустрічаються досить рідко і називаються «безголосними імплозивними» або «зворотними викидами».

## Легенева інгресія
Легенева інгресія описує інгресивні звуки, при яких потік повітря створюється легенями. Зазвичай такі звуки вважаються паралінгвістичними явищами. Їх можна знайти як фонеми, слова та цілі фрази на всіх континентах і в генетично неспоріднених мовах, найчастіше вони використовуються для узгодження та зворотного зв'язку. Деякі легеневі інгресивні звуки не мають егресивних аналогів. Наприклад, комірка для велярного дрижачого на діаграмі IPA виділена сірим кольором як неможлива, але інгресивний велярний дрижачий є хропінням; його жартівливо затранскрибували як ⟨ꙫ⟩, що нагадує рило свині.
Легеневі інгресивні звуки надзвичайно рідкісні поза паралінгвістикою. Легенева інгресивна фонема виявлена в ритуальній мові Дамін (мові деяких австралійських племен); останній його носій помер у 1990-х роках. Мова К'хонг містить серію назалізованих клацаючих приголосних, у яких носовий повітряний потік є легеневим. Ladefoged & Maddieson (1996:268) стверджують: «Цей клацальний звук К'хонг, ймовірно, унікальний серед звуків мов світу, оскільки навіть у середині речення він може мати інгресивний легеневий потік повітря».
У розширеннях Міжнародного фонетичного алфавіту інгресивні звуки позначаються знаком ⟨↓⟩, тож норвезькі зворотні частки ja та nei транскрибуються ⟨jɑː↓⟩ і ⟨næɪ↓⟩. Хропіння можна транскрибувати [ʀ̥↓ːː].
Британський фонетист Джон Лейвер використовує в цьому випадку позначення ⟨˒⟩, напр.: ⟨j˒ɑː˒⟩ і ⟨n˒æɪ˒⟩.

## Інгресивне мовлення
Інгресивні звуки мови створюються під час вдиху мовця, на відміну від більшості звуків мовлення, які виробляються під час видиху мовця. Повітря, яке використовується для озвучування мови, втягується, а не виштовхується. Інгресивна мова може бути гортанною, велярною або легеневою.

### Випадки вживання
Інгресивні звуки зустрічаються в багатьох мовах світу. Незважаючи на те, що вони є поширеним явищем, вони часто асоціюються зі скандинавськими мовами. Більшість слів, які піддаються інгресивному мовленню, є словами зворотного зв'язку («так, ні») або дуже короткими чи примітивними (крик болю чи схлипування). Іноді подібне явище відбувається під час швидкої лічби, щоб підтримувати постійний потік повітря протягом довгої серії безперервних звуків. Це також дуже часто зустрічається у тварин, жаб, собак і кішок (муркотіння). В англійській мові до інгресивних звуків належать випадки, коли хтось каже «Huh!» (звук видиху), щоб висловити здивування, або «Sss» (зворотне шипіння), щоб висловити співчуття, коли іншій людині боляче.
Як вважають, мови Цоу і Дамін володіють інгресивною фонемою. Однак жодне твердження на сьогодні не підтверджено, а щодо Цоу це було майже спростовано. Є твердження про те, що жінки папаго розмовляють повністю інгресивно.
Є приклади інгресивних звуків, які належать до парамови. У японській мові є описаний апікопрепалатальний фрикативний апроксимант. Цей звук схожий на вдих [s]. Він використовується як відповідь на висловлювання, які засмучують, або як знак поваги. Японськомовні також використовують інгресивний (вдихальний) білатеральний бідентальний фрикатив як «позначку початку висловлювання в розмові» або для початку молитви..

### Поширення
Мовний технолог Роберт Еклунд знайшов повідомлення про інгресивне мовлення у близько 50 мовах світу, починаючи з «Історії Гренландії» Кранца (1765), де воно згадується у жіночих ствердних вигуках серед ескімосів.

### Вдихне ствердне «так»
Кілька мов включають стверджувальні «yeah», «yah», «yuh» або «yes», які вимовляються при вдиху, що звучить приблизно як зітхання. Ось приклади легеневої інгресії, яка виявляється таким чином:
- Діалекти англійської мови, якими розмовляють в Ірландії (Hiberno-English) і Шотландському нагір'ї (Highland English), зазвичай використовуються для вираження згоди та демонстрації уважності.
- Діалекти англійської мови, якими розмовляють на Ньюфаундленді та Приморських островах Канади.[5]
- Діалекти англійської мови в американському штаті Мен. Слово часто транскрибується як «ayup», і люди, які намагаються імітувати акцент штату Мен, рідко використовують інгресивну форму. Його немає в більшості телевізійних і голлівудських постановок діалектом Мен.
- Повсякденний європейський французький вигук (ouais).
- У фарерській та ісландській мовах цілі фрази іноді вимовляються інгресивно.
- У данській, норвезькій та шведській мовах такі слова, як «ja», «jo» (так), «nei/nej» (ні), часто вимовляються на вдиху. Основна функція вдихуваного мовлення може бути паралінгвістичною, демонструючи згоду з твердженням і заохочуючи мовця продовжувати, але в північній Швеції «так» можна замінити лише вдихом.[6] Отже, це явище також типове для діалогу.
- У нижньонімецьких і північнонімецьких різновидах стандартної німецької мови стверджувальне «ja» (так) іноді вимовляється інгресивно, особливо для зворотного зв'язку.
- Фінське joo або juu (так).
- Естонське «jah» (так) або неофіційно також «jep» (так).
- У монгольській мові слова тийм [tʰiːm] («це/[так]»), үгүй [uɡui] («ні») і мэдэхгүй [mɛdɛx-ɡui] знати. INF-NEG («[я] не знаю») часто вимовляється в щоденній мові з легеневим інгресивним потоком повітря.
- Еве та іншими мовами Того, а також у деяких частинах Малі та Камеруну та мовою хауса на півдні Нігеру та на півночі Нігерії.
- У філіппінських мовах, таких як тагальська [opo] і більше у варайській і м'якше в Боронган (провінція Самар) [uhuh] або [ohoh] зазвичай пишеться в цих країнах oo і, можливо, сильніше в Oras, Arteche, Dolores (усі в Самар). Звук майже гортанний, і людина вдихає, а не видихає повітря. Таким чином, для англомовної людини, яка видихає відповідь, звук, що видихається, не зрозумілий носіям самарської мови. Американське англійське вираження неприємності «uh-oh» не наближається до цього. Східний, західний і північний Самар мають різні акценти в одному діалекті.